# بوب لاتشفورد
بوب لاتشفورد (بالإنجليزية: Bob Latchford)‏ هو لاعب كرة قدم بريطاني في مركز الهجوم، ولد في 18 يناير 1951 في Kings Heath ‏ في المملكة المتحدة. شارك مع منتخب إنجلترا تحت 21 سنة لكرة القدم ومنتخب إنجلترا لكرة القدم. أما مع النوادي، فقد لعب مع برمنغهام سيتي وسوانزي سيتي وكوفنتري سيتي ونادي إيفرتون ونادي لينكولن سيتي وناك بريدا ونيوبورت كونتي.

## وصلات خارجية
- بوب لاتشفورد على موقع الاتحاد الأوربي (الإنجليزية)
- بوب لاتشفورد على موقع قاعدة بيانات كرة القدم.إي يو (الإنجليزية)
- بوب لاتشفورد على موقع ناشيونال فوتبول تيمز (الإنجليزية)